# 韋克福里斯特鎮區 (北卡羅萊納州韋克縣)
韋克福里斯特鎮區（英語：Wake Forest Township）是位於美國北卡羅萊納州韋克縣的一個鎮區。

## 地方資料
韋克福里斯特鎮區的面積為190.10平方千米，皆為陸地。根據2020年美國人口普查的數據，當地共有人口100941人，而人口密度為每平方千米530.99人。